# 松島裕子
松島 裕子（まつしま ゆうこ、9月20日 - ）は、日本の長崎県長崎市出身の漫画家である。
1974年（昭和49年）第8回なかよし・少女フレンド新人マンガ賞で「夏からの便り」で佳作入選。趣味は編み物、お菓子作り。特技はどこでも寝る事である。

## 作品
- CQCQ愛しています（なかよし、1976年（昭和51年）6月増刊号）
- いちごハウスでみつけたの（なかよし、1976年（昭和51年）7月号）
- 先生は高校2年生（なかよし、1976年（昭和51年）8月号増刊号）
- ちひろの童話図書館（なかよし、1976年（昭和51年）10月号）
- 午後8時のティータイム（なかよし、1976年（昭和51年）11月号）
- 海にかかれたラブレター（なかよし、1976年（昭和51年）10月号）
- おしゃべりなバニラエッセンス
- デイジーヒルからの手紙（なかよし、1978年（昭和53年）5月増刊号）
- グリーンノートらぶれたあ（なかよし、1978年（昭和53年）7月号）
- 恋が苦手なキューピット（なかよしデラックス、1979年（昭和54年）1月号）
- 初恋サンドイッチはいかが?（原作：桐村杏子、なかよし、1979年（昭和54年）3月号）
- ブラボー♥ベースボール（なかよしデラックス、1979年（昭和54年）7月号）
- チョコパフェにさよなら（原作：桐村杏子、なかよし、1979年（昭和54年）8月増刊号）
- 真夜中のティータイム
- あなたの魔法にかかったの!
- たべちゃうぞ!マロンちゃん
- ショパンはやさしすぎて
- さよならの伝言板
- お星さまからのメッセージ
- 恋せよミルクボーイ
- おばかさんよマコトくん
- 花のように風のように